# كيني ووكر (لاعب كرة قدم أمريكية)
كيني ووكر (بالإنجليزية: Kenny Walker)‏ هو لاعب كرة قدم أمريكية أمريكي، ولد في 6 أبريل 1967 في كران في الولايات المتحدة.

## وصلات خارجية
- كيني والكر على موقع مرجع كرة القدم المحترفة.كوم (الإنجليزية)